# Нивки (Холм-Жирковский район)
Нивки — деревня в Холм-Жирковском районе Смоленской области России. Входит в состав Батуринского сельского поселения. Население — 2 жителя (2007 год).
Расположена в северной части области, в 40 км к северо-западу от Холм-Жирковского и в 100 км к северо-востоку от Смоленска, на берегу реки Конновка (приток Кокоши). В 25 км восточнее деревни расположена железнодорожная станция Никитинка на линии Дурово — Владимирский Тупик.

## История
В годы Великой Отечественной войны деревня была оккупирована гитлеровскими войсками в октябре 1941 года, освобождена в марте 1943 года.